# Liten glansmossa
Liten glansmossa (Orthothecium intricatum) är en bladmossart som beskrevs av W. P. Schimper in B.S.G. 1851. Enligt Catalogue of Life ingår Liten glansmossa i släktet glansmossor och familjen Hypnaceae, men enligt Dyntaxa är tillhörigheten istället släktet glansmossor och familjen Plagiotheciaceae. Enligt den finländska rödlistan är arten nära hotad i Finland. Arten är reproducerande i Sverige. Artens livsmiljö är kalkstensklippor och kalkbrott. Inga underarter finns listade i Catalogue of Life.

## Bildgalleri

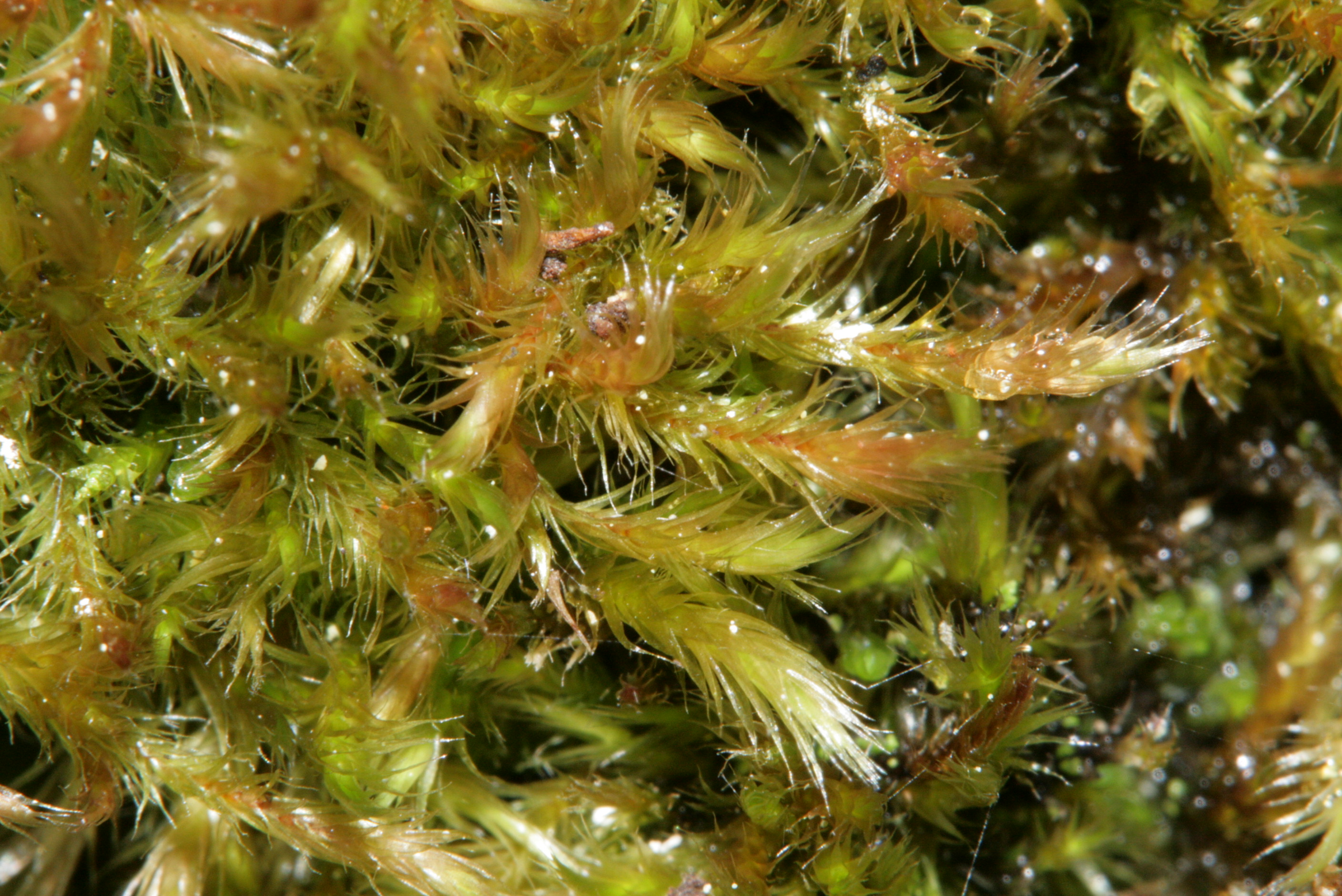
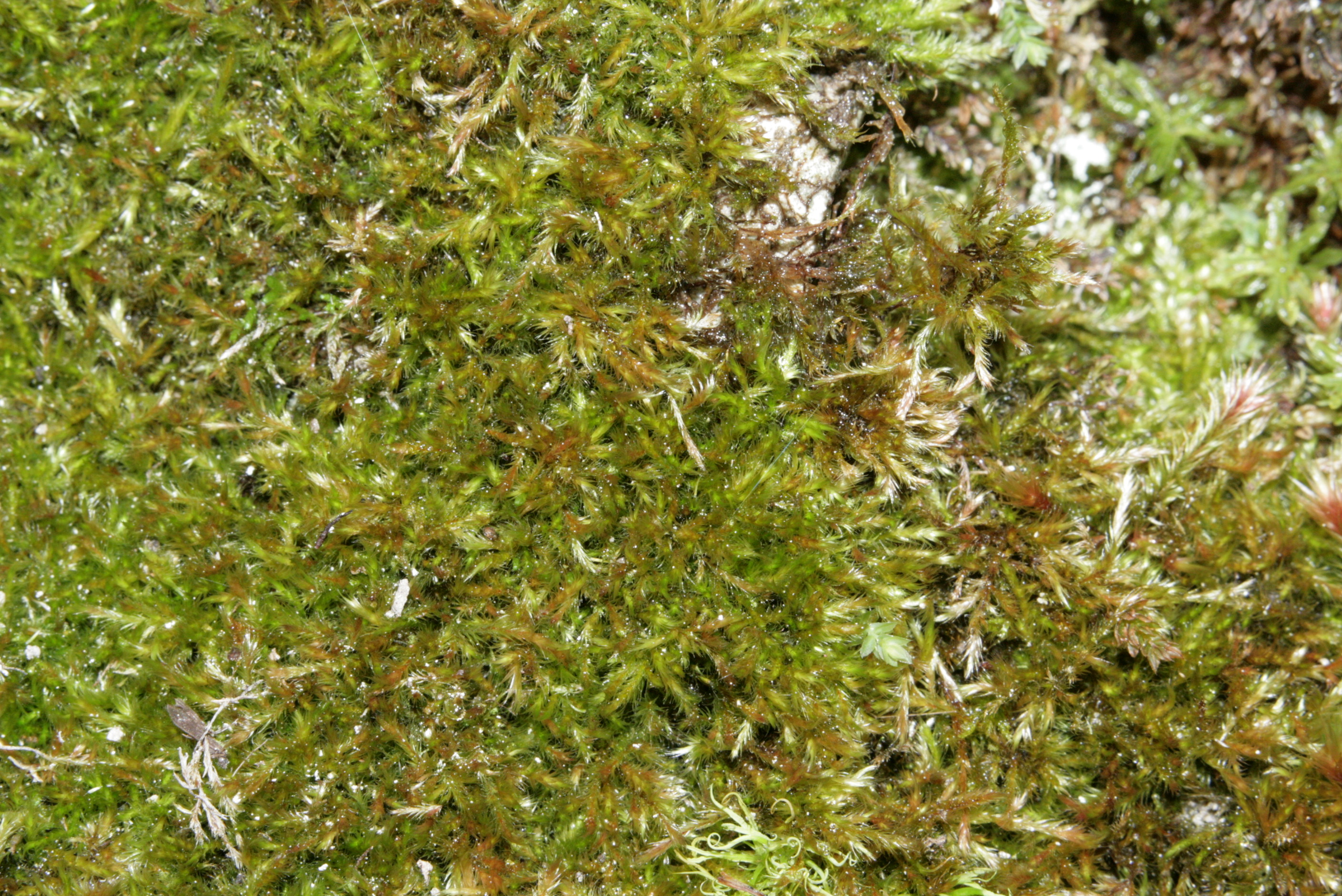
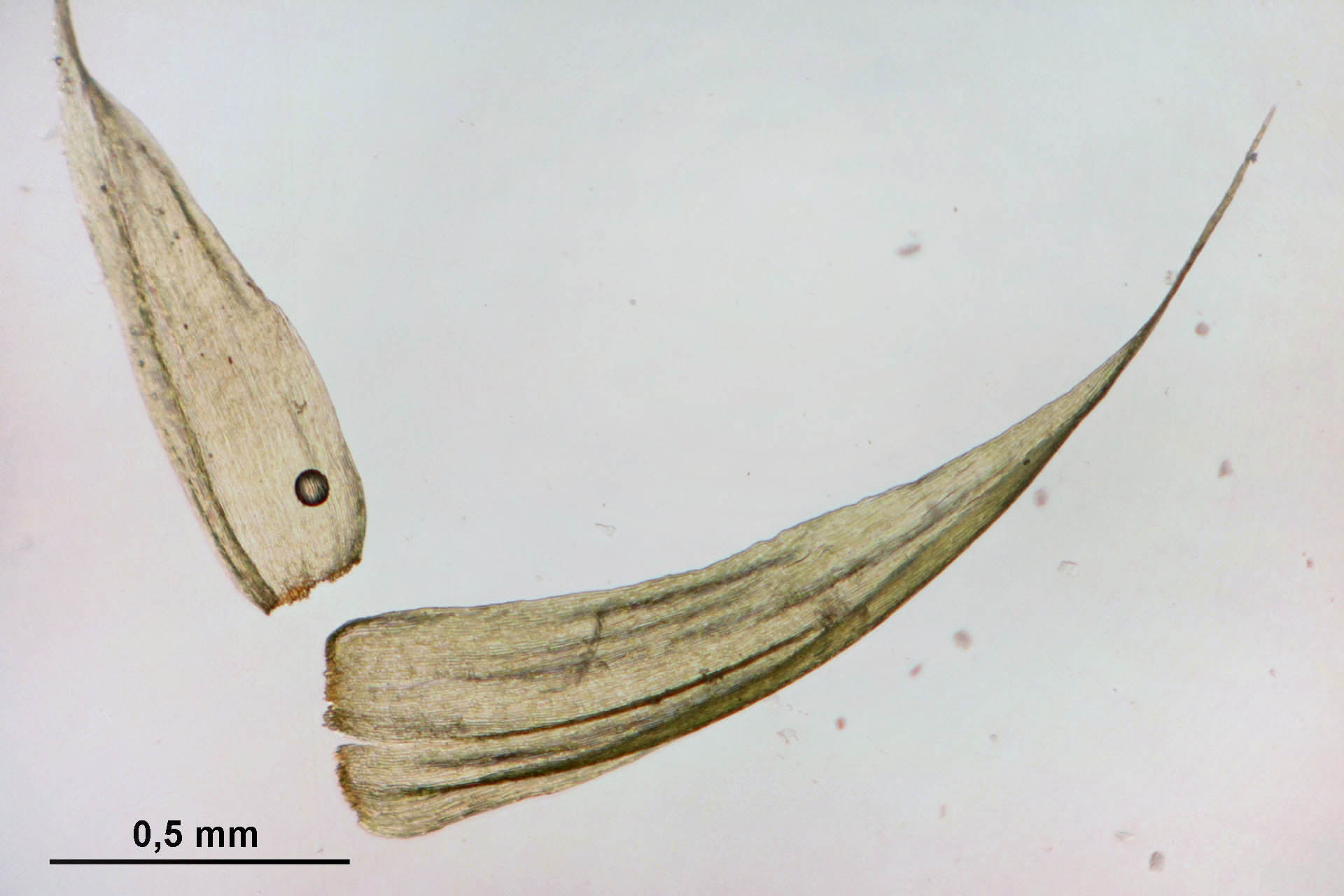
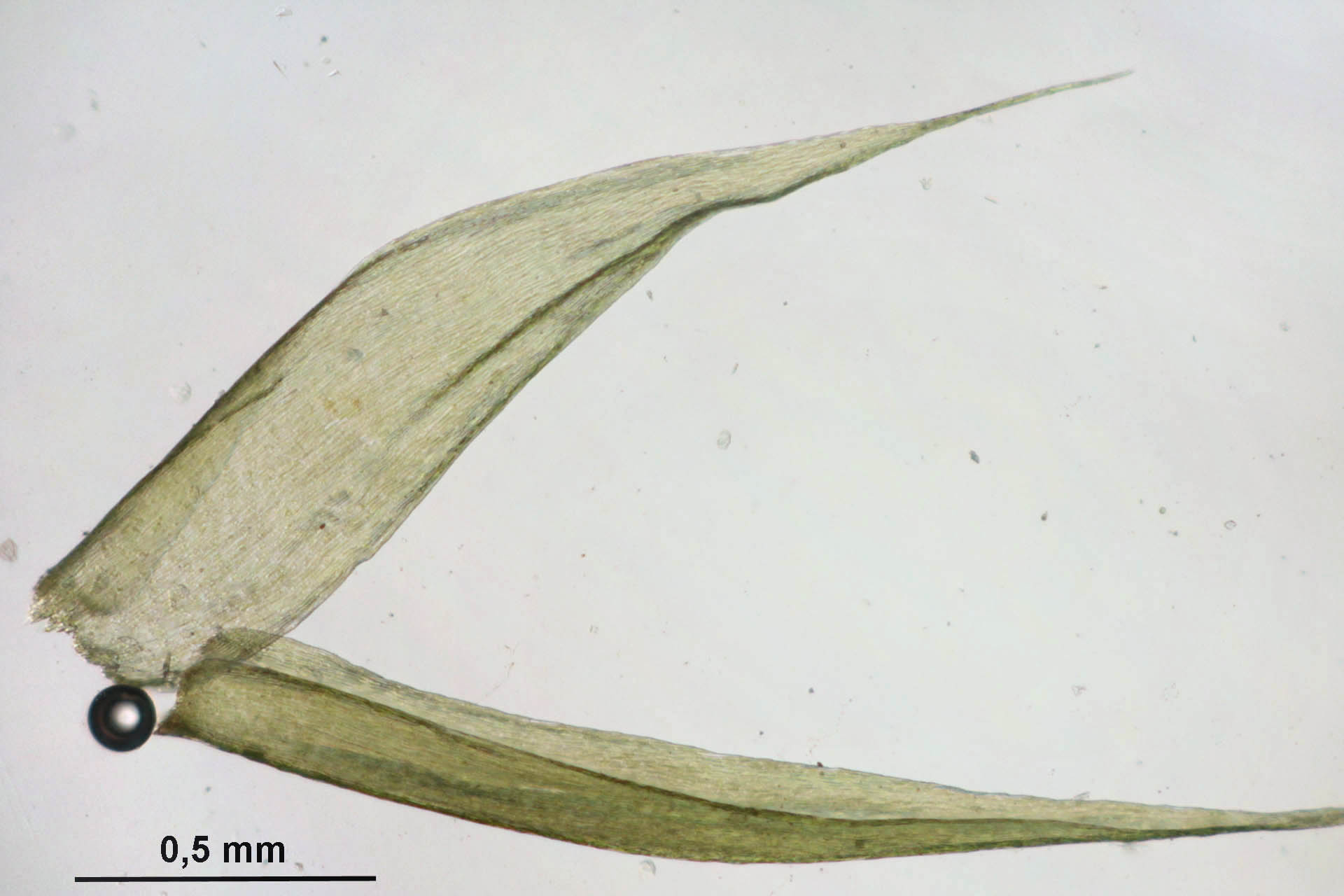